# Miguel Montes Torrecilla
Miguel Montes Torrecilla (Morille, Salamanca, 22 de desembre del 1969) és un exfutbolista castellanolleonès, que jugava de defensa. És germà del també futbolista Juan Montes Torrecilla.

## Trajectòria
Va sorgir del planter de la UD Salamanca. Després de jugar amb el filial, el 1990 dona el salt al primer equip. Romandria set anys a El Helmántico, entre Segona B, Segona i primera divisió. A la màxima categoria només va aparèixer la temporada 95/96, amb 38 partits i un gol.
La temporada 97/98 fitxa per l'Elx CF, on només hi milita una campanya. Disputa 31 partits i el seu equip cau a Segona B. L'estiu de 1998 passa a la Cultural Leonesa, on passa dues temporades fins a retirar-se l'any 2000.
Després de penjar les botes, ha exercit de secretari tècnic a equips com el Cartagena, la UD Salamanca, el Celta o el Betis.